# Mezzolombardo
Mezzolombardo és un municipi italià, dins de la província de Trento. L'any 2007 tenia 6.537 habitants. Limita amb els municipis de Fai della Paganella, Mezzocorona, Nave San Rocco, San Michele all'Adige, Spormaggiore, Ton i Zambana.

## Administració
| Període | Identitat         | Partit        |
| ------- | ----------------- | ------------- |
| 2008-   | Anna Maria Helfer | Llista cívica |